# Chalinolobus picatus
Chalinolobus picatus (Gould, 1852) è un pipistrello della famiglia dei Vespertilionidi endemico dell'Australia.

## Descrizione

### Dimensioni
Pipistrello di piccole dimensioni, con la lunghezza della testa e del corpo tra 45 e 49 mm, la lunghezza dell'avambraccio tra 32 e 36 mm, la lunghezza della coda tra 29 e 42 mm, la lunghezza delle orecchie tra 8,6 e 11 mm e un peso fino a 7,1 g.

### Aspetto
La pelliccia è lunga Le parti dorsali sono nerastre lucide, mentre le parti ventrali sono più brunastre con delle strisce bianche lungo i fianchi che si uniscono nella regione anale. Il muso è corto e largo, dovuto alla presenza di una massa ghiandolare presente su ogni lato e separata da un profondo solco dalle narici che si aprono lateralmente. Le orecchie sono corte, triangolari, con l'estremità arrotondata e con l'antitrago che si estende attraverso un lobo carnoso rotondo sul labbro inferiore all'angolo posteriore del muso e un lobo allungato più piccolo lungo il labbro inferiore. Il trago è corto, allargato verso l'estremità arrotondata ed inclinato in avanti. e attaccate posteriormente alla base delle dita dei piedi, i quali sono piccoli. La coda è lunga ed inclusa completamente nell'ampio uropatagio. Il calcar è provvisto di una carenatura rotonda ben sviluppata

## Biologia

### Comportamento
Si rifugia in gruppi fino a 50 individui in siti sotterranei, cavità degli alberi ed edifici abbandonati.

### Alimentazione
Si nutre di insetti.

### Riproduzione
Danno alla luce un piccolo alla volta due piccoli alla volta in primavera. 

## Distribuzione e habitat
Questa specie è diffusa nel Queensland meridionale, Nuovo Galles del Sud, Victoria nord-occidentale ed Australia meridionale centro-orientale.
Vive nei boschi di eucalipto ed acacia, nelle alte boscaglie semi-aride, foreste secche di sclerofille, foreste di araucaria tra 40 e 400 metri di altitudine.

## Conservazione
La IUCN Red List, considerato che questa specie è stata soggetta ad un declino della popolazione di oltre il 30% nelle ultime tre generazioni a causa della conversione e riduzione del proprio habitat, classifica C.picatus come specie prossima alla minaccia di estinzione (Near Threatened).